# Seleção Alemã de Basquetebol Masculino
A Selecção Alemã de Basquetebol é a equipe de basquetebol que representa a Alemanha em competições internacionais. Foi convocada pela primeira vez para os Jogos Olímpicos de Verão de 1936 em Berlim.

## História

### A era Dirk Nowitzki (1999-2015)
Antes do início do EuroBasket 1999, o treinador escolheu o prodígio Dirk Nowitzki, de 21 anos, do Dallas Mavericks, para jogar pela seleção principal pela primeira vez. Em seu primeiro jogo no torneio, Nowitzki liderou a Alemanha com 21 pontos e 5 rebotes, vencendo a Grécia por 59 a 58.
Depois de ficar de fora dos Jogos Olímpicos de 2000, a Alemanha entrou no EuroBasket de 2001 liderada por Nowitzki que levou o time até as semifinais, terminando na 4ª posição. Nowitzki foi o maior pontuador e o terceiro maior reboteiro do campeonato.
Na Copa do Mundo de 2002, a Alemanha foi novamente liderada por Dirk Nowitzki. Alemanha venceu a revanche contra a Espanha, para quem perdeu no jogo da medalha de bronze no EuroBasket 2001. Na semifinal  a Alemanha foi derrotada pela Argentina por 80 a 86, e teve que jogar o jogo do terceiro lugar onde conquistou sua primeira medalha na Copa do Mundo, ao derrotar a Nova Zelândia por 94 a 117. Além disso, Dirk Nowitzki foi nomeado MVP do torneio maior cestinha e eleito pro time da Copa.

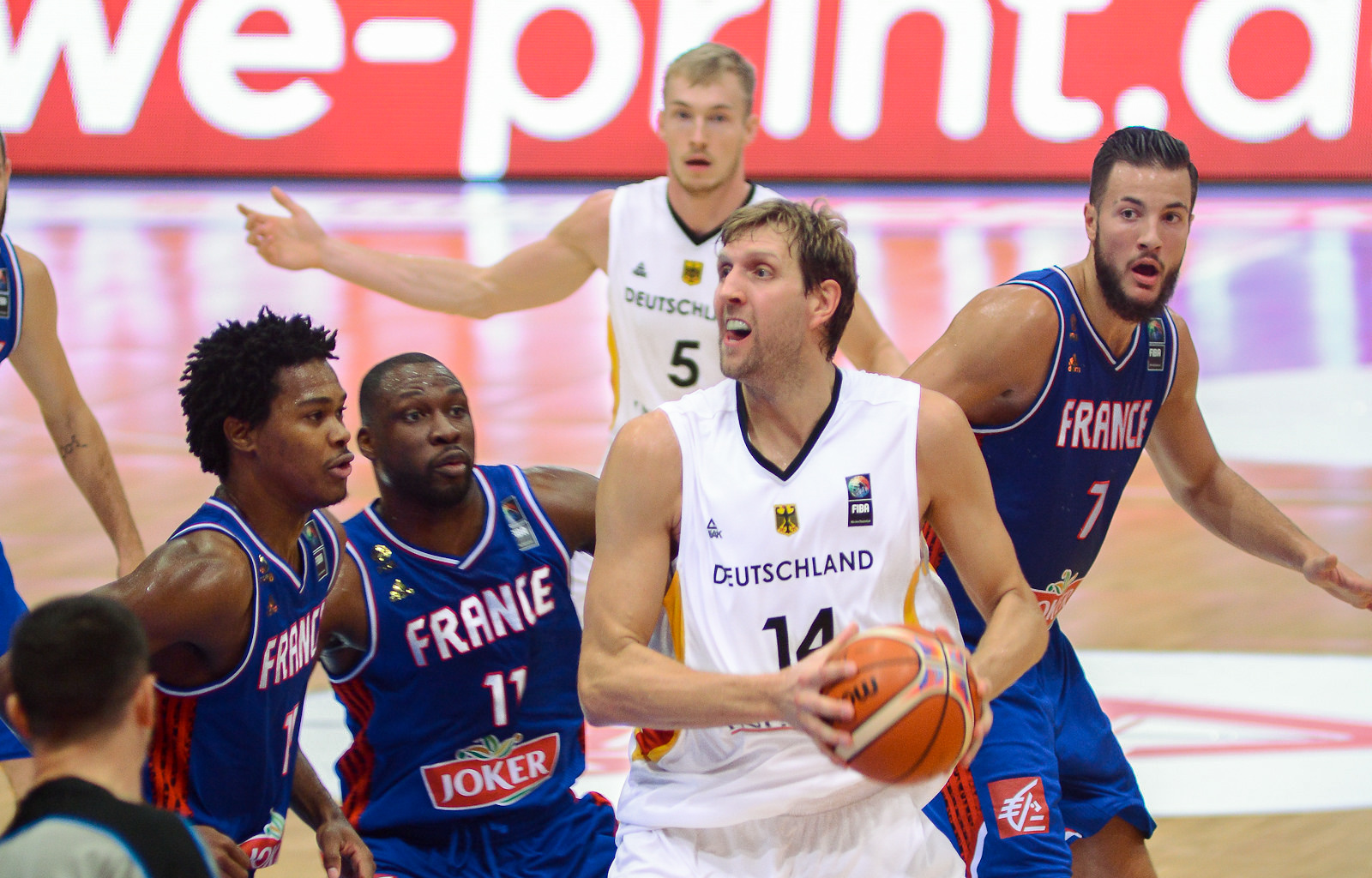
Nowitzki jogando pela Alemanha em 2015

No EuroBasket de 2005 a Alemanha derrotou a Eslovênia por 76 a 62 nas quartas de final. Nas semifinais, Dirk Nowitzki, que jogou o jogo inteiro, anotando 27 pontos e 7 rebotes, ajudou a Alemanha a derrotar a Espanha por 74 a 73 e chegar à final pela primeira vez em 12 anos. No entanto, a equipe perdeu a final para a Grécia pelo placar de 78 a 62. Mesmo derrotado, o jogo desenvolvido por Nowitzki ao longo da competição lhe rendeu o prêmio de melhor jogador e cestinha do campeonato.
Para o EuroBasket de 2015, a Alemanha foi escolhida como uma das quatro co-anfitriãs do evento. Com Dirk Nowitzki retornando à equipe pela primeira vez desde 2011. Posicionada no Grupo B, considerado por muitos como o grupo da morte, a Alemanha venceu em sua primeira partida contra a Islândia (71-65). Após a vitória, a equipe alemã perdeu suas próximas quatro partidas da fase preliminar e fechou sua participação com um recorde de 1 vitória e 4 derrotas. Depois de um torneio difícil para a Alemanha, Dirk Nowitzki anuncia sua aposentadoria internacional aos 37 anos.
Em 2 de setembro de 2022, o número 14 da camisa de Dirk Nowitzki foi "aposentado" durante uma cerimônia no início do Campeonato Europeu de Basquete de 2022. Por conseguinte, deixará de ser usado pelos jogadores da seleção.

### Campeã Mundial
Depois de uma longa espera, a Alemanha finalmente completou sua escalada para o topo do basquete mundial, liderada por Dennis Schroder, se solidificou como uma nova potência no esporte após derrotar a Sérvia por 83 a 77 e garantir o título na Copa do Mundo 2023, na SM Mall of Asia Arena, no dia 10 de setembro de 2023. A Alemanha concluiu sua campanha fantástica, vencendo todas as oito partidas (Japão, Austrália, Finlândia, Geórgia, Eslovênia, Letônia, Estados Unidos e Sérvia) que disputou no torneio, incluindo uma vitória triunfal sobre os EUA. Este foi o segundo pódio do país no evento, depois de uma medalha de bronze na edição de 2002. Com o feito, a Alemanha entrou para o seleto grupo de seis países que conquistaram o título da Copa do Mundo, junto com Estados Unidos (5), Brasil (2), Argentina (1), Espanha (2) e as antigas Iugoslávia (5) e União Soviética (3).

#### Fase de grupos
Alemanha venceu o Japão por 81 a 63 no primeiro jogo da Copa do Mundo, Moe Wagner  brilhou com 25 pontos e nove rebotes na vitória, liderando a equipe, já seu irmão Franz deixou a quadra lesionado.
A segunda partida foi muito equilibrada e a Alemanha venceu a Austrália por apenas 3 pontos de diferença 85 a 82. Schröder foi o melhor jogador da Alemanha, com 30 pontos e oito assistências, enquanto Maodo Lô, impressionou com 20 pontos. A Austrália nunca tinha perdido em seis partidas para a Alemanha a nível mundial.
Alemanha terminou fase de grupos invicta e líder do Grupo E com uma vitória esmagadora por 101 a 75 sobre a Finlândia, que terminou a Copa do Mundo com 3 derrotas em 3 jogos. O jogo foi equilibrado no primeiro quarto, quando os alemães venceram no segundo quarto, mostraram um pouco de seu potencial para não dar opções aos adversários no segundo tempo.

#### 2ª Fase
A Alemanha se manteve perfeita na Copa do Mundo, e com uma vitória por 100 a 73 sobre a Geórgia no início da segunda fase, grupo K, com Maodo Lo liderando com 18 pontos e cinco assistências. Dennis Schroder somou 16 pontos, enquanto Moritz Wagner marcou 14 com seis rebotes.
A Alemanha superou a Eslovênia por 100 a 71 em sua última partida da segunda fase da Copa. Assim as duas equipes que já haviam garantido suas vagas nas quartas de final, fizeram um embate que decidiria apenas o cruzamento futuro. Dennis Schröder liderou com 24 pontos e 10 assistências em 25 minutos em quadra. Já Luka Dončić anotou 12 pontos no primeiro quarto e terminou com 23 pontos, seis rebotes e seis assistências.

#### Fases Eliminatórias
Alemanha venceu a Letônia por 81 a 79 em jogo das quartas de final, com o retorno de Franz Wagner que marcou 16 pontos e es:Andreas Obst marcou 13. es:Artūrs Žagars marcou 24 e Davis Bertans marcou 20 pela Letônia.
No jogo de semifinal a Alemanha conseguiu feito impressionante na Copa do Mundo ao vencer os Estados Unidos por 113 a 111. Franz Wagner foi um dos destaques da  Alemanha com 22 pontos e cinco rebotes junto com Andreas Obst que anotou 24 pontos e seis assistências. Pelos EUA Anthony Edwards foi o cestinha com 23 pontos.

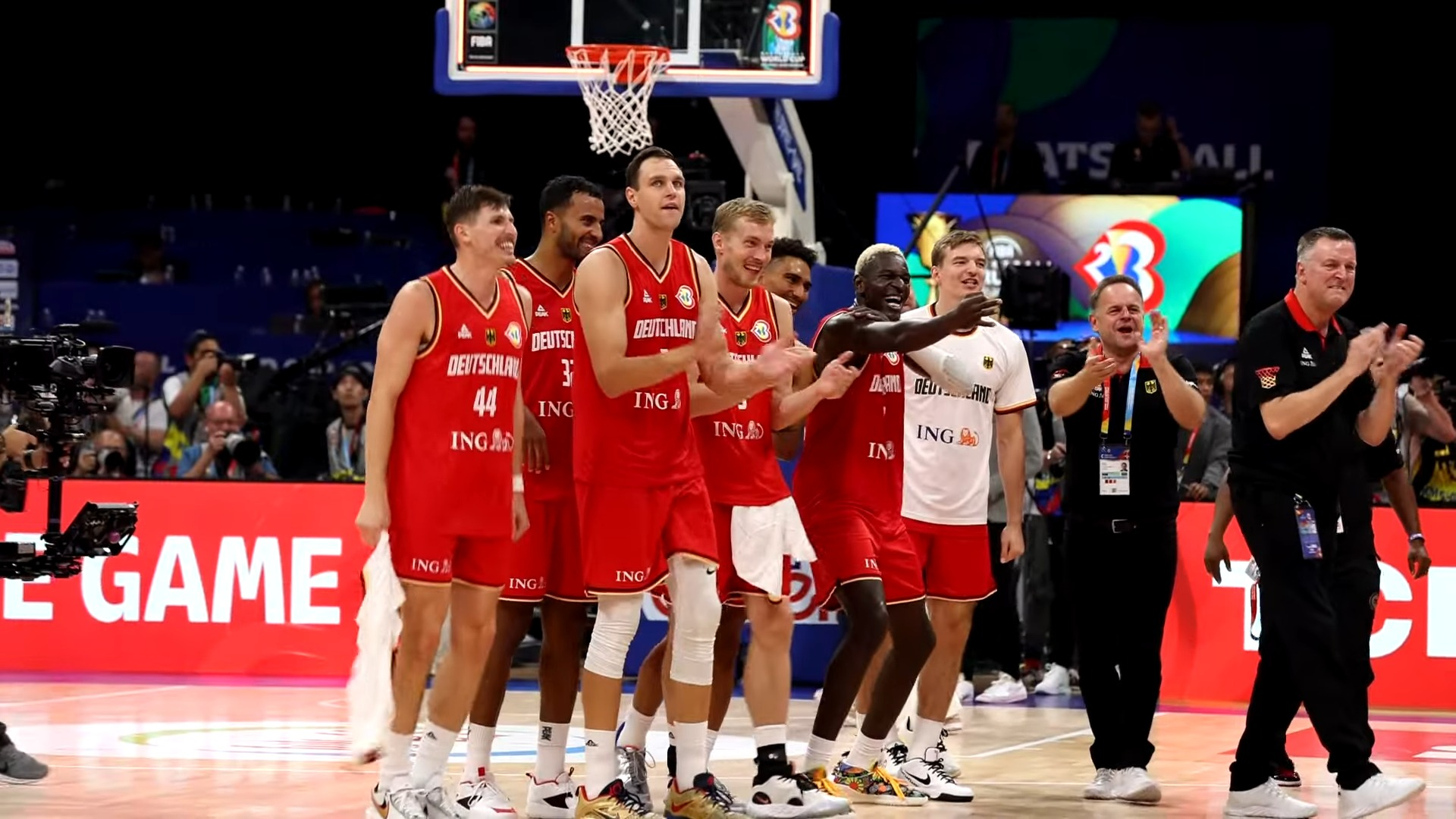
A Alemanha depois de derrotar os Estados Unidos na semifinal da Copa do Mundo de 2023.

## Elenco atual
Treinador: Gordon Herbert
Isaac Bonga, Maodo Lô, Niels Giffey, Johannes Voigtmann,  Franz Wagner, Daniel Theis, Moritz Wagner,  Dennis Schröder, Justus Hollatz,  Johannes Thiemann, Andreas Obst,  David Krämer.
Isaac Bonga, Maodo Lô, Niels Giffey, Johannes Voigtmann,  Franz Wagner, Daniel Theis, Moritz Wagner,  Dennis Schröder, Justus Hollatz,  Johannes Thiemann, Andreas Obst,  David Krämer.

| Posição | Nr. | Jogador | Clube |
| ------- | --- | ------- | ----- |

### Recordista

#### Mais partidas
| Pos. | Nome              | Período   | Total |
| ---- | ----------------- | --------- | ----- |
| 1    | Patrick Femerling | 1996–2009 | 221   |
| 2    | Hansi Gnad        | 1986–1998 | 181   |
| 3    | Henrik Rödl       | 1987–2002 | 178   |
| 4    | Ademola Okulaja   | 1995–2007 | 172   |
| 5    | Michael Pappert   | 1977-1988 | 169   |
| 6    | Henning Harnisch  | 1987–1997 | 169   |
| 7    | Robin Benzing     | 2009–2022 | 167   |
| 8    | Stephen Arigbabu  | 1990–2007 | 166   |
| 9    | Dirk Nowitzki     | 1997–2015 | 153   |
| 10   | Norbert Thimm     | 1969–1979 | 150   |

Fonte: DBB, atualizado em 16 de setembro de 2023.

#### Mais pontos média
| Pos. | Nome              | Pontos | Maior Pontuação |
| ---- | ----------------- | ------ | --------------- |
| 1    | Dirk Nowitzki     | 3045   | 47              |
| 2    | Michael Jackel    | 2167   | 42              |
| 3    | Hansi Gnad        | 2123   | 30              |
| 4    | Henning Harnisch  | 2079   | 28              |
| 5    | Ademola Okulaja   | 1794   | 25              |
| 6    | Patrick Femerling | 1762   | 20              |
| 7    | Henrik Rödl       | 1749   | 31              |
| 8    | Michael Koch      | 1630   | 28              |
| 9    | Robin Benzing     | 1590   | 27              |
| 10   | Dennis Schröder   | 1494   | 38              |

Fonte: DBB, atualizado em 16 de setembro de 2023.

## Histórico

### Jogos Olímpicos
| Ano   | Posição | PG | PP |
| ----- | ------- | -- | -- |
| 1972  | 12º     | 3  | 4  |
| 1984  | 8º      | 2  | 4  |
| 1992  | 7º      | 2  | 4  |
| 2008  | 10º     | 1  | 4  |
| 2020  | 8º      | 2  | 2  |
| 2024  | 4º      | 4  | 2  |
| Total | 6/17    | 14 | 20 |

### Copa do Mundo
| Ano   | Posição | PG | PP |
| ----- | ------- | -- | -- |
| 1986  | 16º     | 3  | 2  |
| 1994  | 7º      | 5  | 3  |
| 2002  | 3º      | 6  | 3  |
| 2006  | 8º      | 5  | 4  |
| 2010  | 17º     | 2  | 3  |
| 2019  | 18º     | 3  | 2  |
| 2023  | Campeã  | 8  | 0  |
| Total |         | 32 | 17 |

### EuroBasket
| Year               | Posição | PG | PP  |
| ------------------ | ------- | -- | --- |
| 1951               | 12º     | 2  | 6   |
| 1953               | 14º     | 3  | 5   |
| 1955               | 17º     | 3  | 5   |
| 1957               | 13º     | 3  | 7   |
| 1961               | 16º     | 1  | 5   |
| 1965               | 14º     | 1  | 6   |
| 1971               | 9º      | 1  | 4   |
| 1981               | 10º     | 1  | 4   |
| EuroBasket de 1983 | 8º      | 3  | 4   |
| EuroBasket de 1985 | 5º      | 3  | 3   |
| EuroBasket de 1987 | 6º      | 3  | 3   |
| EuroBasket de 1993 | 1º      | 5  | 3   |
| 1995               | 10º     | 1  | 5   |
| 1997               | 12º     | 1  | 5   |
| 1999               | 7º      | 3  | 3   |
| 2001               | 4º      | 4  | 3   |
| 2003               | 9º      | 2  | 2   |
| 2005               | 2º      | 5  | 2   |
| 2007               | 5º      | 5  | 4   |
| 2009               | 11º     | 1  | 5   |
| 2011               | 9º      | 4  | 4   |
| 2013               | 17º     | 2  | 3   |
| 2015               | 18º     | 1  | 4   |
| 2017               | 6º      | 4  | 3   |
| EuroBasket de 2022 | 3º      | 7  | 2   |
| Total              |         | 78 | 108 |